# Dayren Chávez
Dayren Chávez (Quintana Roo, 6 de agosto de 1994), é uma atriz mexicana de televisão.

## Biografia e carreira
Ela apareceu pela primeira vez na televisão em 2016 na novela Sueño de amor, onde interpretou a personagem Estrela Gallo, au lado de Betty Monroe y Cristián de la Fuente.
Em 2017,  interpretou Luz Marina na novela de El bienamado, junto com Marilúz Bermúdez, Andrés Palacios e Mark Tacher.
Em 2018, interpreta Simona em Tenías que ser tú, en um papel juvenil, junto com Ariadne Díaz e novamente com Andrés Palacios.
Em 2019, também atou nas novelas Por amar sin ley e Los elegidos.
Em 2020, interpretou Rosa de Te doy la vida, junto com Eva Cedeño e José Ron.
Em 2021 interpretou Ceci, na novela Fuego ardiente, junto com Mariana Torres, Carlos Ferro e Kuno Becker. Também no final daquele ano ela interpreta Valentina na novela Mi fortuna es amarte junto com Susana González e David Zepeda.

## Filmografia

### Televisão
| Ano       | Título               | Personagem           | Ref.          |
| --------- | -------------------- | -------------------- | ------------- |
| 2016      | Sueño de amor        | Estrella Gallo       | [ 7 ]         |
| 2017      | El bienamado         | Luz Marina Cárdenas  | [ 8 ]         |
| 2017-2018 | Caer en tentación    | Luz                  |               |
| 2018      | Tenías que ser tú    | Simona Corcuera      | [ 9 ]         |
| 2019      | Por amar sin ley     | Eva                  |               |
| 2019      | Los elegidos         |                      |               |
| 2020      | Te doy la vida       | Rosa García          | [ 10 ] [ 11 ] |
| 2020      | Sobreamor            | Karina               | [ 12 ]        |
| 2021      | Fuego ardiente       | Cecilia "Ceci"       | [ 13 ]        |
| 2021      | Mi fortuna es amarte | Valentina López Cruz | [ 14 ]        |
| 2023-2024 | Nadie como tú        | Celia Molina Suárez  |               |

## Prêmios e Indicações
| Ano  | Festival           | Categoria            | Nomeações      | Resultado |
| ---- | ------------------ | -------------------- | -------------- | --------- |
| 2020 | Kids Choice Awards | Melhor Atriz Juvenil | Te doy la vida | Indicada  |